# CHL Import Draft 2013
CHL Import Draft 2013 – 22. draft CHL w historii. Łącznie wybrano 78 zawodników (przewidziano 120 wyborów).

## Wybrani
Pozycje: B – bramkarz, LO – lewy obrońca, PO – prawy obrońca, C – center, LS – lewoskrzydłowy, PS – prawoskrzydłowy

Ligi: OHL – Ontario Hockey League, QMJHL – Quebec Major Junior Hockey League, WHL – Western Hockey League

### Runda 1
| #  | Zawodnik (pozycja)       | Pochodzenie | Klub macierzysty          | Klub wybierający (liga)     |
| -- | ------------------------ | ----------- | ------------------------- | --------------------------- |
| 1  | Dmitrij Osipow (PO)      | Rosja       | Ruś Moskwa U20            | Vancouver Giants (WHL)      |
| 5  | André Burakovsky (LS)    | Szwecja     | Malmö Redhawks            | Erie Otters (OHL)           |
| 6  | Nikolaj Ehlers (PS)      | Dania       | EHC Biel U20              | Halifax Mooseheads (QMJHL)  |
| 22 | Kryscijan Chienkiel (LO) | Białoruś    | Junost' Mińsk             | Lethbridge Hurricanes (WHL) |
| 34 | Julius Honka (PO)        | Finlandia   | JYP U20                   | Swift Current Broncos (WHL) |
| 39 | Władimir Tkaczow (LS)    | Rosja       | Omskie Jastrieby          | Moncton Wildcats (QMJHL)    |
| 50 | Damir Szaripzianow (LS)  | Rosja       | Nieftiechimik Niżniekamsk | Owen Sound Attack (OHL)     |
| 52 | Radiel Fazlejew (LS)     | Rosja       | Irbis Kazań               | Calgary Hitmen (WHL)        |
| 57 | Mads Eller (LS)          | Dania       | Frölunda HC J20           | Edmonton Oil Kings (WHL)    |

### Runda 2
| #  | Zawodnik (pozycja)    | Pochodzenie | Klub macierzysty | Klub wybierający (liga) |
| -- | --------------------- | ----------- | ---------------- | ----------------------- |
| 85 | Artturi Lehkonen (LS) | Finlandia   | KalPa            | Kootenay Ice (WHL)      |